# Aporinellus
Aporinellus ist eine Gattung der Wegwespen (Pompilidae). In Europa treten zwei Arten auf.

## Merkmale
Bei den Arten der Gattung Aporinellus handelt es sich um kleine bis mittelgroße, schwarze Wegwespen, die graublau tomentiert sind. Kopf und Thorax sind mit feinen Mikrostrukturen versehen. Der Innenrand der Facettenaugen ist mittig konkav. Die Stirnplatte (Clypeus) ist kurz und breit, ihr apikaler Rand ist konkav. Das untere Gesicht und die Stirnplatte (Clypeus) sind dicht, fein, anliegend behaart. Das Labrum ist nahezu vollständig von der Stirnplatte verdeckt. Die Mandibeln haben ein zusätzliches Zähnchen. Die Maxillarpalpen sind verlängert. Das Metapostnotum ist dorsal vom Metanotum verdeckt, sodass man nur die seitlichen Teile davon sehen kann. Das Propodeum hat posterolateral zwei kegelförmige Verlängerungen. Die Spitzen der Vorderflügel haben ein bräunliches Band. Das Flügelmal (Pterostigma) ist klein und etwa so lang wie breit. Die Tarsen der Vorderbeine haben lange Tarsalkämme. Alle Klauen haben kleine Zähnchen. Die Schienen (Tibien) der mittleren und hinteren Beine haben bei den Weibchen lange Dornen, bei den Männchen sind diese nur kurz.

## Lebensweise
Die Wespen besiedeln offene, sandige Lebensräume und Waldränder. Die Weibchen graben ihre Nester im Boden. Die Larve werden mit Spinnen der Familien Oxyopidae, Philodromidae, Salticidae  und Thomisidae versorgt.

## Arten (Europa)
- Untergattung Aporinellus
  - Aporinellus moestus (Klug, 1834)
  - Aporinellus sexmaculatus (Spinola, 1805)

## Belege